# Azorella diapensioides
Azorella diapensioides är en flockblommig växtart som beskrevs av Asa Gray. Azorella diapensioides ingår i släktet Azorella och familjen flockblommiga växter. Inga underarter finns listade i Catalogue of Life.